# Strandskydd i Sverige
Svenskt strandskydd, som regleras av strandskyddslagen, är en del av svensk lag. Strandskyddslagen tillkom 1950, och ingår sedan 1999 i Miljöbalken. 
Strandskyddslagen tillkom till följd av den "fritidsutredning" som presenterats 1938. Begreppet allemansrätt etablerades, och med den andra lagstiftade semesterveckan önskade man från myndigheternas sida ta fram åtgärder som kunde underlätta för tätorternas befolkning att komma ut i naturen. Syftet med strandskyddet är att trygga förutsättningarna för allmänhetens friluftsliv och att bevara goda livsvillkor på land och i vatten för djur- och växtlivet, som inte ska missgynnas av exempelvis stängsel, murar, bryggor, golfbanor eller byggnader. 
Strandskydd råder vid havet och vid insjöar och vattendrag. Skyddet gäller land- och vattenområdet 100 meter från strandlinjen. Länsstyrelserna har möjlighet att utöka detta område upp till 300 meter, vilket har skett till exempel runt stora delar av Mälaren.
Inom ett strandskyddsområde får till exempel inte nya byggnader uppföras eller ändras så att de får nya syften. Inga andra anläggningar eller anordningar utföras som hindrar eller avhåller allmänheten från att beträda ett område där den annars skulle ha fått färdas fritt eller som väsentligen förändrar livsvillkoren för djur- eller växtarter, eller andra åtgärder vidtas som väsentligen förändrar livsvillkoren för djur- och växtarter. Kommunerna och i vissa fall länsstyrelserna kan om det finns särskilda skäl, och om det dessutom är förenligt med strandskyddets syften bevilja dispens (strandskyddsdispens) för dessa åtgärder. Dispens kan ges till exempel om den berörda marken redan används som tomt.
Strandskyddslagen har sedan 1 juli 2009 justerats och är föremål för mycken debatt. Naturvårdsverket, Naturskyddsföreningen  med flera anser att de utökade dispensmöjligheterna är ett hot mot djur och friluftsliv.

## Särskilda skäl för strandskyddsdispens enligt miljöbalkens 7 kap. 18 c §
1. redan har tagits i anspråk på ett sätt som gör att det saknar betydelse för strandskyddets syften
2. genom en väg, järnväg, bebyggelse, verksamhet eller annan exploatering är väl avskilt från området närmast strandlinjen
3. behövs för en anläggning som för sin funktion måste ligga vid vattnet och behovet inte kan tillgodoses utanför området
4. behövs för att utvidga en pågående verksamhet och utvidgningen inte kan genomföras utanför området
5. behöver tas i anspråk för att tillgodose ett angeläget allmänt intresse som inte kan tillgodoses utanför området, eller
6. behöver tas i anspråk för att tillgodose ett annat mycket angeläget intresse

Ytterligare särskilda skäl finns i s.k. landsbygdsutvecklingsområden (LIS), se 7 kap. 18 d § miljöbalken.
Naturvårdsverket: Förklaring av de särskilda skälen för strandskyddsdispens

### Exempel på icke särskilda skäl
- Att området sällan eller aldrig besöks, att stranden är otillgänglig eller i övrigt olämplig för bad och friluftsliv, t ex genom slam, stenar eller vrak på bottnen m m.
- Att hänvisa till personliga skäl, som återflyttning till gamla hemtrakter eller föräldrars/barns önskan om bosättning nära övrig familj.
- Att hänvisa till etablering eller utvidgning av näringsverksamhet.

## Rättsfall
- En bäck, nedskuren i en mindre ravin, har bedömts som ett vattendrag i miljöbalkens mening, även med beaktande av att där tidvis kan vara ont om vatten. Den avsedda byggnationen av ett fritidshus har därmed varit inom ett strandskyddsområde.[2]